# Moroni (famiglia bergamasca)
Moroni è il cognome di alcune famiglie presenti sui territori di Milano e Bergamo già dal primo millennio, ma non vi sono tra le due famiglie collegamenti certi. Vi è la presenza di personaggi dal medesimo cognome anche in altri territori italiani non sempre collegabili alle due famiglie lombarde.

## Biografia
L'origine della famiglia Moroni secondo lo storico Durante Dorio, risalirebbe all'antica famiglia veneziana dei Celsi., poi trasferitasi a Milano e nella bergamasca.
I Moroni provengono probabilmente da Albino trasferitisi a Bergamo,  ma potrebbe essere anche la situazione opposta. Il primo personaggio identificato della famiglia è Joannis Moroni nel 1156 presente ad Albino, mentre in Borgo Palazzo di Bergamo Ioannes Moroni nel 1204 e sempre ad Albino nel 1216 un Ioannes Moroni. 

Nel 1221 risulta presente Ioannes Moronus con la carica di tesoriere (caneparius) di Bergamo. Nel 1233 un Moronis è indicato a svolgere il medesimo ruolo, difficile comprendere si sia il medesimo soggetto. Proprio nel XIII secolo risulta la presenta in atti di personaggi aventi il medesimo cognome: Guillelmus domini Ioannis de Moronibus nel 1246, un Alberto giudice (Castoldi) nel 1263 e nel 1287 un certo Obertus Moronum. Risulta poi che la presenza di personaggi aventi questo cognome siano sparsi in molte località della bergamasca. Nel 1288 un Bergamus filius quondam Guillelmi Moronum de Sorisole presente a Bergamo, e poi Ioannes Moronum de Sedrina. Vengono indicati anche Moroni presenti a Ponte San Pietro e a Sombreno.
Tra i personaggi serve segnalare Andrea e Bortolasio nonché i discendenti di quest'ultimo che svolsero attività di architettura e ingegneristica. I conti Moroni si stabilirono anche a Stezzano, Comun Nuovo e Telgate già nel XVII secolo.
Nel territorio albinese sono molti i personaggi della famiglia indicati già dal XIV secolo che svolgevano attività di lapicida. Nel 1233 è indicato un Morone di professione canepario cittadino (amministratore), nel 1238 Alberto di professione Giudice; nel 1307 un Obero Savio della Pace e un notaio nel 1408 di nome Fachino. Molti della famiglia divennero importanti nel Quattrocento per le loro capacità ingegneristiche.
Nel territorio di Albino la famiglia Moroni nel Seicento iniziò a coltivare il gelso per l'allevamento del baco da seta indispensabile per il mercato tessile del territorio, raggiungendo così una notevole ricchezza. La famiglia che inizialmente si era trasferita a Bergamo in via Torre del Gombito, edificò, con Francesco Moroni, palazzo Moroni.
Il ramo della famiglia che visse a Sombreno risulta avesse numerose abitazioni, e una villa poi alienate alla famiglia Pesanti. 

### Stemma
Lo stemma di famiglia è composto dalla pianta di gelso, serve considerare che il gelso nel dialetto locale viene detta marù e da questo nacque il cognome Moroni.
Nel 1798 allo stemma venne aggiunta l'aquila imperiale con la lingua rossa e due teste, dopo che il duca di Sassonia Weimar conferì il titolo di conte ad Antonio Moroni. Ma non tutti i personaggi della famiglia di Bergamo ebbero fortuna, risultano documentate alcune vertenze con Moroni sia nel Settecento che nell'Ottocento.

Risulta invece essere Pietro Moroni tra i primi consiglieri del neonato governo cittadino del 25 marzo 1848.

## Personaggi
Molti sono i personaggi presenti nella storia di Bergamo e del suo territorio riportante il cognome Moroni alcuni hanno avuto un ruolo di prestigio:
- Bertolasio Morone e la sua discendenza risulta essere tra i costruttori del campanile e del protiro di basilica di Santa Maria Maggiore di Bergamo.[7][8] Bertolasio fu anche collaboratore con Filarete per la fabbrica del duomo cittadino. I suoi discendenti furono Leonardo, Pecino e Venturino, che seguirono l'attività paterna così come il nipote Antonio, il figlio di Venturino.  Nei prini anni del Cinquecento fu Alessandro Martinengo Colleoni a commissionargli la progettazione del Palazzo Agliardi in via Pignolo, a Bergamo;[9]
- Leonardo Morone, figlio di Bertolasio, tra i costruttori della Chiesa di Santa Grata in Columnellis, nel 1477, secondo il designum factum (...) per magistrum Leonardum Moronum  forse con la collaborazione di Alessio Agliardi che risulta fosse il procuratore delle monache.[10]
- Andrea Moroni (1500 circa-1560) di professione lapicida e costruttore. Citato nella riedificazione della fortezza di San Vigilio su ordine di Bartolomeo Colleoni
- Francesco Moroni, a lui si deve l'edificazione di Palazzo Moroni in via Porta Dipinta, dove abitò con la moglie Lucrezia Roncalli e i numerosi figli.[11]
- Antonio Moroni figlio di Venturino risulta essere il progettista di palazzo Martinengo Colleoni in via Pignolo.[12]
- Giovan Battista Moroni pittore il cui ramo non è direttamente risalente ai Moroni di Bergamo, ma del ramo albinese.